# Persone di nome Felipe/Calciatori
| Questa pagina contiene informazioni ricavate automaticamente dalle voci biografiche con l'ausilio del template Bio e di un bot. L'aggiornamento è periodico e automatico e ricostruisce completamente la pagina. Se manca una persona in questa lista, sei pregato di non aggiungerla, ma accertati piuttosto che la sua voce biografica contenga il template Bio e che i dati anagrafici siano correttamente compilati. Se il template Bio manca, inseriscilo tu stesso o, in alternativa, metti l'avviso {{tmp\|Bio}} che ne segnala la mancanza. Se i dati riportati sono sbagliati, correggi direttamente la voce biografica; le modifiche saranno visibili in questa lista entro pochi giorni. Per chiarimenti vedi il progetto antroponimi. La lista contiene solo le 78 persone che sono citate nell'enciclopedia e per le quali è stato implementato correttamente il template Bio. Pagina aggiornata al 16 ott 2024. |

Questa è una lista di persone presenti nell'enciclopedia che hanno il nome Felipe e sono calciatori.

## A(10)
- Felipe Aguilar, calciatore colombiano (Medellín, n. 1993)
- Felipe Albuquerque, calciatore brasiliano (Andradina, n. 1999)
- Felipe Alves Raymundo, calciatore brasiliano (San Paolo, n. 1988)
- Felipe Amaral, calciatore brasiliano (Campinas, n. 2003)
- Felipe Anderson, calciatore brasiliano (Santa Maria, n. 1993)
- Felipe Araruna, calciatore brasiliano (Porto Alegre, n. 1996)
- Felipe Aspegren, calciatore colombiano (Cali, n. 1994)
- Felipe Avenatti, calciatore uruguaiano (Montevideo, n. 1993)
- Felipe Azevedo, calciatore brasiliano (Ubatuba, n. 1987)
- Felipe Félix, ex calciatore brasiliano (Itanhaém, n. 1985)

## B(3)
- Felipe Baloy, ex calciatore panamense (Panama, n. 1981)
- Felipe Bertoldo, ex calciatore brasiliano (San Paolo, n. 1991)
- Felipe Brisola, calciatore brasiliano (Boa Vista, n. 1990)

## C(7)
- Felipe Cadenazzi, calciatore argentino (Arroyo Aguiar, n. 1991)
- Felipe Caicedo, calciatore ecuadoriano (Guayaquil, n. 1988)
- Felipe Cairus, calciatore uruguaiano (Dolores, n. 2000)
- Felipe Campanholi Martins, calciatore brasiliano (Engenheiro Beltrão, n. 1990)
- Felipe Campos, calciatore cileno (Santiago del Cile, n. 1993)
- Felipe Carballo, calciatore uruguaiano (Montevideo, n. 1996)
- Felipe Curcio, calciatore brasiliano (Jundiaí, n. 1993)

## D(10)
- Felipe Amorim, calciatore brasiliano (Brasilia, n. 1991)
- Felipe Dal Bello, calciatore brasiliano (Guaratinguetá, n. 1984)
- Felipe Reinaldo da Silva, ex calciatore brasiliano (Ernestina, n. 1978)
- Felipe Augusto da Silva, calciatore brasiliano (San Paolo, n. 2004)
- Felipe Florêncio da Silva, calciatore brasiliano (Florianópolis, n. 2002)
- Felipe Augusto de Almeida Monteiro, ex calciatore brasiliano (Mogi das Cruzes, n. 1989)
- Felipe Andrade, calciatore brasiliano (Boa Viagem, n. 2002)
- Felipe Ferreira, calciatore brasiliano (Brasilia, n. 1994)
- Felipe de Oliveira Silva, ex calciatore brasiliano (Piracicaba, n. 1990)
- Felipe de Souza Campos, ex calciatore brasiliano (Jacareí, n. 1981)

## F(4)
- Felipe Felício, calciatore brasiliano (Belo Horizonte, n. 2002)
- Felipe Flores Quijada, ex calciatore cileno (La Serena, n. 1977)
- Felipe Flores, calciatore cileno (Santiago del Cile, n. 1987)
- Felipe Fritz, calciatore cileno (Coronel, n. 1997)

## G(5)
- Felipe Garcia Gonçalves, calciatore brasiliano (Porto Alegre, n. 1990)
- Felipe Garcia dos Prazeres, calciatore brasiliano (São Vicente, n. 1988)
- Felipe Gedoz, calciatore brasiliano (Muçum, n. 1993)
- Felipe Guréndez, ex calciatore spagnolo (Vitoria, n. 1975)
- Felipe Gutiérrez, ex calciatore cileno (Quintero, n. 1990)

## H(1)
- Felipe Hernández, calciatore colombiano (Ibagué, n. 1998)

## J(2)
- Felipe Jaramillo, calciatore colombiano (Medellín, n. 1996)
- Felipe Jonatan Rocha Andrade, calciatore brasiliano (Fortaleza, n. 1998)

## K(1)
- Felipe Klein, calciatore brasiliano (Porto Alegre, n. 1987)

## L(2)
- Felipe Lopes, ex calciatore brasiliano (San Paolo, n. 1987)
- Felipe Loyola, calciatore cileno (Santiago del Cile, n. 2000)

## M(6)
- Felipe Menezes, calciatore brasiliano (Goiânia, n. 1988)
- Felipe Sodinha, calciatore brasiliano (Jundiaí, n. 1988)
- Felipe Macedo, calciatore brasiliano (São Miguel do Araguaia, n. 1994)
- Felipe Mattioni, ex calciatore brasiliano (Ijuí, n. 1988)
- Felipe Melo, calciatore brasiliano (Volta Redonda, n. 1983)
- Felipe Mora, calciatore cileno (Santiago del Cile, n. 1993)

## N(2)
- Felipe Nunes, ex calciatore brasiliano (Porto Alegre, n. 1981)
- Felipe Núñez, calciatore cileno (Caracas, n. 1979)

## O(2)
- Felipe Olivares, calciatore messicano (n. 1910)
- Felipe Ovono, calciatore equatoguineano (Mongomo, n. 1993)

## P(3)
- Felipe Peralta, ex calciatore paraguaiano (n. 1962)
- Felipe Peña Biafore, calciatore argentino (Pehuajó, n. 2001)
- Felipe Ponce Ramírez, calciatore messicano (Ciudad Lerdo, n. 1988)

## R(6)
- Felipe Pires, calciatore brasiliano (San Paolo, n. 1995)
- Felipe Reynero, calciatore cileno (Santiago, n. 1989)
- Morato, calciatore brasiliano (Francisco Morato, n. 2001)
- Felipe Jorge Rodríguez, calciatore uruguaiano (Juanicó, n. 1990)
- Felipe Rosas, calciatore messicano (n. 1910 - † 1986)
- Felipe Ruvalcaba, calciatore messicano (La Experiencia, n. 1941 - Puerto Vallarta, † 2019)

## S(9)
- Felipe Santana, ex calciatore brasiliano (Rio Claro, n. 1986)
- Felipe Saad, ex calciatore brasiliano (Santos, n. 1983)
- Felipe Salomoni, calciatore argentino (Vicente López, n. 2003)
- Felipe Sanchón, ex calciatore spagnolo (Barcellona, n. 1982)
- Felipe Santos, calciatore brasiliano (San Paolo, n. 1997)
- Felipe Saraiva, calciatore brasiliano (Santa Isabel, n. 1998)
- Felipe Seymour, calciatore cileno (Santiago del Cile, n. 1987)
- Felipe Souza, calciatore brasiliano (Ferros, n. 1998)
- Felipe Sánchez, calciatore argentino (Rafaela, n. 2004)

## T(1)
- Felipe Trevizan Martins, ex calciatore brasiliano (Americana, n. 1987)

## V(2)
- Felipe Villagrán, calciatore cileno (Santiago del Cile, n. 1997)
- Felipe Vizeu, calciatore brasiliano (Três Rios, n. 1997)

## Z(2)
- Felipe Zenobio, calciatore argentino (Tigre, n. 2004)
- Felipe Zetter, calciatore messicano (Guanajuato, n. 1923 - Guadalajara, † 2013)